# Elemental (JGRXXN, Ghostemane e Lil Peep)
Elemental, stilizzato ELEMENTAL, è un EP collaborativo tra i rapper statunitensi JGrxxn, Ghostemane e Lil Peep, pubblicato il 9 febbraio 2016.

## Antefatti
Il 6 febbraio 2016, JGrxxn ha rivelato che l'EP, in collaborazione con Ghostemane e Lil Peep, sarebbe stato pubblicato il 9 febbraio, rivelando anche la copertina. Una settimana dopo, il rapper ha pubblicato una maglietta in edizione limitata che riprende la copertina dell'album.

## Tracce
1. Deathwish – 3:46 (testo: Gustav Åhr, Eric Whitney, JGrxxn – musica: JGrxxn)
2. JGrxxn – Full Metal Saibot – 3:00 (testo: JGrxxn – musica: JGrxxn)
3. Lil Peep – Pray I Die – 3:34 (testo: Gustav Åhr – musica: Nedarb Nagrom)
4. Ghostemane – Choronzon – 2:24 (testo: Eric Whitney – musica: Mr. Sisco)

## Formazione

### Musicisti
- JGrxxn – voce, testi, produzione
- Ghostemane – voce, testi
- Lil Peep – voce, testi

### Produzione
- Nedarb Nagrom – produzione
- Mr. Sisco – produzione